# 舍维涅莱韦尔塞勒
舍维涅莱韦尔塞勒（法語：Chevigney-lès-Vercel，法語發音：[ʃəviɲɛ lɛ vɛʁsɛl]，意为“韦尔塞勒附近的舍维涅”）是法国杜省的一个市镇，属于蓬塔利耶区。

## 地理
舍维涅莱韦尔塞勒（47°9'49"N, 6°22'18"E）面积5.38 平方千米，位于法国勃艮第-弗朗什-孔泰大區杜省，该省份为法国东部内陆省份，北起上索恩省，西接汝拉省，东部及东南部与瑞士接壤，东北部与贝尔福地区省接壤。
与舍维涅莱韦尔塞勒接壤的市镇（或旧市镇、城区）包括：韦尔塞勒-维勒迪约勒康、瓦尔达翁。
舍维涅莱韦尔塞勒的时区为UTC+01:00、UTC+02:00（夏令时）。

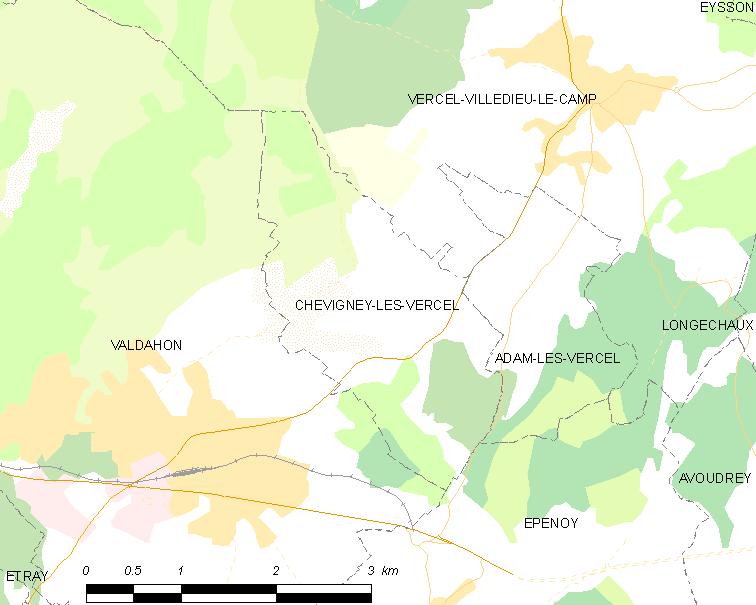
舍维涅莱韦尔塞勒的OSM定位图

## 行政
舍维涅莱韦尔塞勒的邮政编码为25530，INSEE市镇编码为25151。

## 政治
舍维涅莱韦尔塞勒所属的省级选区为瓦尔达翁县。

## 人口

1962-2008年间舍维涅莱韦尔塞勒人口变化图示

舍维涅莱韦尔塞勒于2022年1月1日时的人口数量为140人。